# Bataille de Cadoret
Batailles
La bataille de Cadoret s'est déroulée dans les Landes de Cadoret près de Lanouée (commune de Les Forges) en 1345 dans le cadre de la guerre de succession de Bretagne (1341-1365).

## Contexte
La bataille survient après le siège victorieux de la ville de Quimper par Charles de Blois en 1344.

## Déroulement
Thomas Dagworth, en route vers Ploërmel, traverse l'Oust à Cadoret. En face, Charles de Blois et son armée arrivent par les Landes de Cadoret. 
Les deux forces s'engagent et le combat dure toute l'après-midi. 
Pris sous une pluie de flèches des archers gallois, l'armée de Charles de Blois subit de nombreuses pertes.

## Conséquences
Les capitaines français Galois de la Heuse et Péan de Fontenay sont faits prisonniers et Charles de Blois abandonne le terrain.